# Мозоленогие
Мозолено́гие (лат. Tylopoda) — подотряд растительноядных млекопитающих отряда китопарнокопытных (Cetartiodactyla), представленный единственным современным семейством верблюдовых (Camelidae), в который входят верблюды Старого света, обитающие в Африке и Азии, и их южноамериканские родичи — ламы.
Традиционно мозоленогие или выделялись в самостоятельный отряд, или рассматривались как подотряд в составе отряда парнокопытных (Artiodactyla), где сближались, в частности, со жвачными, но в последнее время в связи со своей парафилией парнокопытные объединяется с китообразными (Cetacea) в новый отряд китопарнокопытных (Cetartiodactyla), в пределах которого мозоленогие считаются одним из четырёх подотрядов. В некоторых системах классификации название Artiodactyla сохраняется, но помимо «традиционных» парнокопытных в этот отряд включают также китообразных.

## Описание
Мозоленогие обладают двупалыми конечностями, на которых имеются только тупые изогнутые когти, а копыта как функциональный орган отсутствуют. Ходят мозоленогие, опираясь на фаланги пальцев, а не на их концы, как многие другие копытные. Ступня ноги мозоленогих сформирована мягким мозолистым выростом, что дало название этой группе животных. Мозоленогим присущ ряд других уникальных характеристик, включая особенности эмбрионального развития.
Современные представители мозоленогих — верблюдовые — в дикой природе почти исчезли. Многие их виды одомашнены, некоторые виды в дикой природе не встречаются, за исключением вторично одичавших, например одногорбых верблюдов в Австралии.

## Палеонтология
Мозоленогие в прошлом были представлены гораздо большим разнообразием родов и видов, от которых сохранились многочисленные ископаемые остатки, обнаруженные в Северной Америке и Европе. Вымершие мозоленогие составляют около 6 семейств:
- † Amphimerycidae
- † Anoplotheriidae
- † Agriochoeridae
- † Cainotheriidae
- † Oromerycidae
- † Xiphodontidae

По современным оценкам, первые представители мозоленогих появились в Северной Америке в эоцене, около 48,6 млн лет назад. В плиоцене и плейстоцене происходит миграция ранних форм мозоленогих в Южную Америку, Азию и Европу, которая приводит к появлению современных верблюдов и лам.
| |  |  |
| Отдельные представители вымерших мозоленогих: 1. скелет Protoceras 2. Stenomylus hitchcocki 3. Агриохорус. |  |  |